# 堅
堅（けん）は、漢姓の一つ。

## 中国の姓

### 著名な人物
- 堅鐔 - 後漢の武将。

## 朝鮮の姓
堅（けん、キョン、朝: 견）は、朝鮮人の姓の一つである。

### 氏族
始祖は堅権で、彼は王建の旗下の将軍として高麗建国に功を立てて開国2等功臣とされ、936年(太祖19年)王建が後百済の甄神剣と最後の決戦をする時大相として左翼を担い、大功を立てた。
| 氏族（地域） | 創始者 | 人数（2015年） |
| ------------ | ------ | -------------- |
| 江陵堅氏     |        | 14             |
| 驪州堅氏     |        | 37             |
| 海州堅氏     |        | 363            |
| 洪川堅氏     |        | 7              |

### 人口と割合
1930年度国勢調査当時総47世帯があったが、そのうち24世帯は黄海道、残りは主に慶尚道に住んでいた。
| 年度   | 人口  | 世帯数 | 順位         | 割合 |
| ------ | ----- | ------ | ------------ | ---- |
| 1960年 |       |        | 258姓中194位 |      |
| 1985年 |       | 99世帯 | 258姓中181位 |      |
| 2000年 |       |        |              |      |
| 2015年 | 433人 |        |              |      |